# Dante Vanzeir
Dante Vanzeir (Beringen, 16 aprile 1998) è un calciatore belga, attaccante del Gent.

## Biografia
Sua sorella Luna (classe 2003) è anch'essa una calciatrice.

## Caratteristiche tecniche
Inizia la carriera come ala destra, per poi essere spostato come prima punta, può inoltre giocare anche come seconda punta affiancato da un attaccante con caratteristiche complementari alle sue e ciò è risultato efficace nella stagione 2021-2022 all'Union Saint-Gilloise formando col tedesco Deniz Undav la coppia di attaccanti più forte della Pro League di quell'anno e permettendo ai gialloblu di vincere il campionato. Giocatore rapido e scattante, dà il meglio di se in campo aperto dispondendo di una buona velocità unita a buone qualità tecniche. Propenso al gioco associativo, possiede anche un ottimo feeling col gol grazie alla sua capacità nelle letture degli inserimenti e alla precisione nel tiro in porta, il suo in particolare risulta secco e preciso anche da fuori riesce spesso a trovare la via della porta grazie a conclusioni molto potenti senza però disdegnare del tiro a giro.

## Carriera

### Club
Cresciuto nel settore giovanile del Genk, ha esordito in prima squadra il 18 settembre 2016 disputando l'incontro di Pro League perso 2-0 contro l'Anderlecht.
Il 30 luglio 2020 viene ceduto a titolo definitivo all'Union Saint-Gilloise.
Nel febbraio 2023 viene ceduto ai New York Red Bulls, e l'8 aprile nell'incontro di MLS contro i San Jose Earthquakes l'attaccante belga si rende protagonista di un episodio di razzismo, il 14 aprile la lega ufficializza la squalifica di Vanzeir per 6 partite più una multa e l'impossibilità di partecipare alla US Open Cup.
Il 25 gennaio 2025 passa a titolo definitivo ai Belgi del Gent, firmando un contratto fino al 2028.

### Nazionale
Ha giocato nelle nazionali giovanili belghe Under-15, Under-16, Under-17, Under-18, Under-19 ed Under-21.
Il 5 novembre 2021 viene convocato per la prima volta in nazionale maggiore. Fa il suo esordio 11 giorni dopo in occasione del pareggio per 1-1 in casa del Galles.

## Statistiche
Statistiche aggiornate al 18 agosto 2019.

### Presenze e reti nei club
| Stagione        | Squadra         | Campionato      | Campionato | Campionato | Coppe nazionali | Coppe nazionali | Coppe nazionali | Coppe continentali | Coppe continentali | Coppe continentali | Altre coppe | Altre coppe | Altre coppe | Totale | Totale | Totale |
| Stagione        | Squadra         | Comp            | Pres       | Reti       | Comp            | Pres            | Reti            | Comp               | Pres               | Reti               | Comp        | Pres        | Reti        | Pres   | Reti   |        |
| --------------- | --------------- | --------------- | ---------- | ---------- | --------------- | --------------- | --------------- | ------------------ | ------------------ | ------------------ | ----------- | ----------- | ----------- | ------ | ------ | ------ |
| 2016-2017       | Genk            | D1              | 1          | 0          | CB              | 1               | 0               | UEL                | 0                  | 0                  |             | -           | -           | 2      | 0      |        |
| 2017-2018       | Genk            | D1              | 5          | 1          | CB              | 1               | 0               |                    | -                  | -                  |             | -           | -           | 6      | 1      |        |
| 2018-2019       | Beerschot VA    | D2              | 29+8       | 13+2       | CB              | 2               | 1               |                    | -                  | -                  |             | -           | -           | 39     | 16     |        |
| ago. 2019       | Genk            | D1              | 0          | 0          | CB              | 0               | 0               | UCL                | 0                  | 0                  | SB          | 1           | 1           | 1      | 1      |        |
| 2019-2020       | Malines         | D1              | 8          | 2          | CB              | 0               | 0               |                    | -                  | -                  |             | -           | -           | 8      | 2      |        |
| Totale carriera | Totale carriera | Totale carriera | 51         | 18         |                 | 4               | 1               |                    | 0                  | 0                  |             | 1           | 1           | 56     | 20     |        |

## Palmarès
- Supercoppa del Belgio: 1

Genk: 2019
- Division 1B: 1

Union Saint-Gilloise: 2020-2021